# Goethestraße 4a, 6, 6a, 8, 10, 12, 14, 16, 19, 21 (Gernrode)

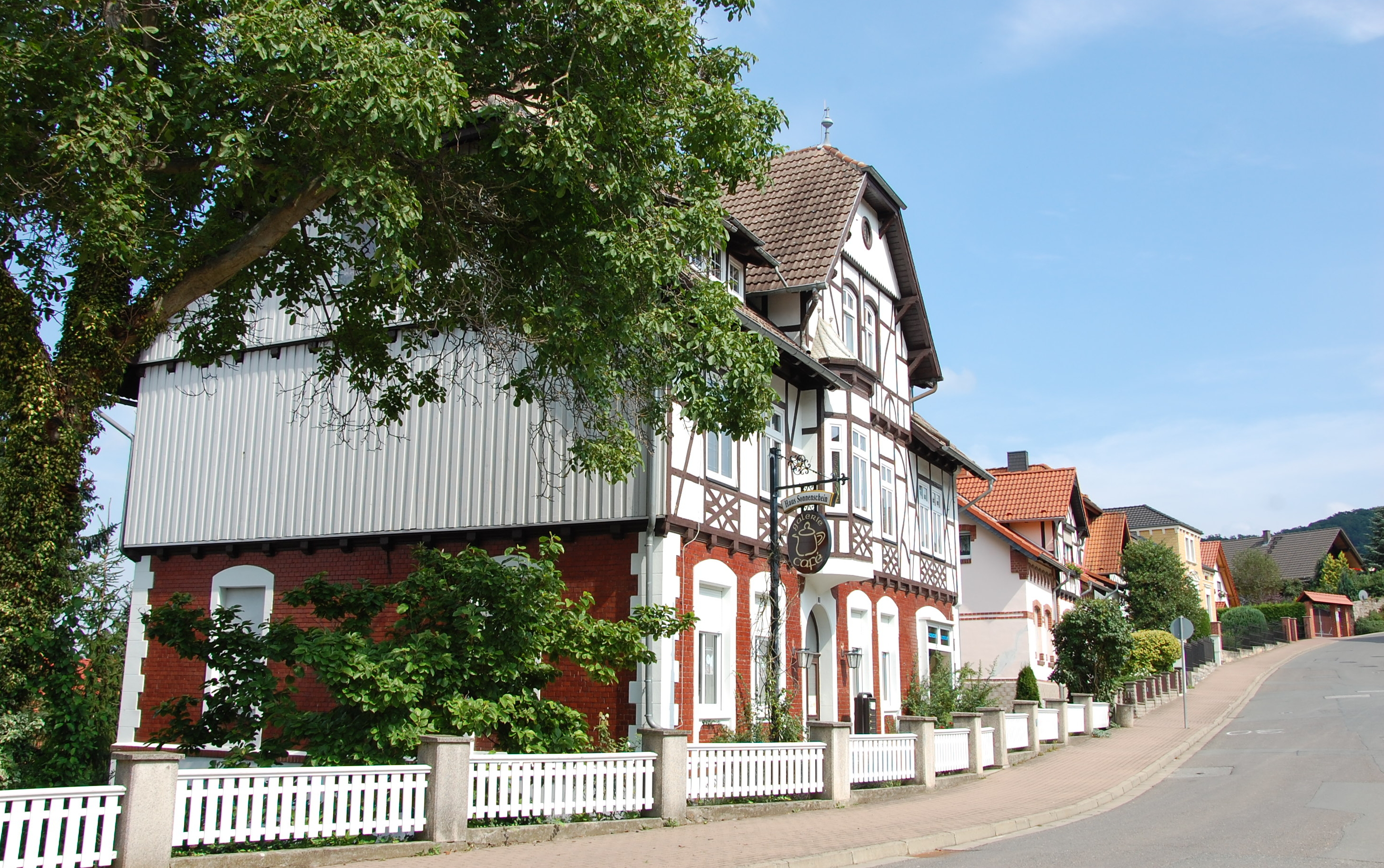
Goethestraße

Goethestraße 4a, 6, 6a, 8, 10, 12, 14, 16, 19, 21 ist die im örtlichen Denkmalverzeichnis eingetragene Bezeichnung für eine denkmalgeschützte Häusergruppe im zur Stadt Quedlinburg in Sachsen-Anhalt gehörenden Ortsteil Stadt Gernrode.

## Lage
Sie befindet sich westlich des historischen Ortskern Gernrodes. 

## Architektur und Geschichte
Die Häusergruppe entstand in der Zeit vom Ende des 19. Jahrhunderts bis in die 1920er Jahre. Sie wird von Villen in historistischem Stil geprägt. Es finden sich Häuser im Stil des Spätklassizismus aus gelben Klinkern, wie die Nummern 6, 19 und 21. Andere, so die Nummern 8, 12 und 14 verfügen über Zierfachwerk. Haus Nummer 16 präsentiert sich als verputztes Jugendstilgebäude mit Fenstern aus Bleiglas.
Einige Grundstücke verfügen noch über die ursprünglichen Zaun- und Gartenanlagen.
Zur Häusergruppe gehört auch das darüber hinaus als Einzeldenkmal ausgewiesene Haus Goethestraße 14.